# Olympische Sommerspiele 2024/Rudern – Doppelzweier (Männer)
Der Männer-Doppelzweier im Rudern bei den Olympischen Spielen 2024 in Paris fand vom 27. Juli bis 1. August 2024 statt. Schauplatz der Wettkämpfe war die Regattastrecke Stade nautique de Vaires-sur-Marne im Ort Vaires-sur-Marne, der sich östlich des Großraums Paris befindet. Titelverteidiger waren die Franzosen Hugo Boucheron und Matthieu Androdias, die im Finale in Tokio in olympischer Rekordzeit zum Olympiasieg ruderten.

## Titelträger
| Olympische Spiele 2020       | Hugo Boucheron / Matthieu Androdias     | Tokio             |
| Weltmeisterschaften 2023     | Melvin Twellaar / Stef Broenink         | Belgrad           |
| Panamerikanische Spiele 2023 | Newton Seawright / Martín Zócalo        | Santiago de Chile |
| Asienspiele 2022             | Liu Zhiyu / Zhang Liang                 | Hangzhou          |
| Europameisterschaften 2024   | Andrei-Sebastian Cornea / Marian Enache | Szeged            |

## Qualifikation
Die Qualifikation erfolgte hauptsächlich über die Weltmeisterschaften 2023. Die besten elf Nationen dort erhielten einen Quotenplatz für die Olympischen Spiele in Paris. Die verbleibenden zwei Startplätze wurden bei einer finalen Qualifikationsregatta in Luzern im Mai 2024 vergeben.

## Vorläufe
Samstag, 27. Juli 2024

### Vorlauf 1
| Rang | Bahn | Nation             | Athleten                        | Zeit (min) | Qualifikation  |
| ---- | ---- | ------------------ | ------------------------------- | ---------- | -------------- |
| 1    | 1    | Niederlande        | Melvin Twellaar Stef Broenink   | 6:14,13    | Halbfinale A/B |
| 2    | 3    | Neuseeland         | Robbie Manson Jordan Parry      | 6:16,41    | Halbfinale A/B |
| 3    | 2    | Vereinigte Staaten | Sorin Koszyk Ben Davison        | 6:16,48    | Halbfinale A/B |
| 4    | 5    | Serbien            | Martin Mačković Nikolaj Pimenov | 6:17,36    | Hoffnungslauf  |
| 5    | 4    | China              | Liu Zhiyu Sulitan Adilijiang    | 6:29,70    | Hoffnungslauf  |

### Vorlauf 2
| Rang | Bahn | Nation   | Athleten                       | Zeit (min) | Qualifikation  |
| ---- | ---- | -------- | ------------------------------ | ---------- | -------------- |
| 1    | 4    | Rumänien | Andrei Cornea Marian Enache    | 6:16,47    | Halbfinale A/B |
| 2    | 2    | Norwegen | Martin Helseth Kjetil Borch    | 6:22,36    | Halbfinale A/B |
| 3    | 1    | Kroatien | Patrik Lončarić Anton Lončarić | 6:24,62    | Halbfinale A/B |
| 4    | 3    | Italien  | Nicolò Carucci Matteo Sartori  | 6:48,77    | Hoffnungslauf  |

### Vorlauf 3
| Rang | Bahn | Nation      | Athleten                          | Zeit (min) | Qualifikation  |
| ---- | ---- | ----------- | --------------------------------- | ---------- | -------------- |
| 1    | 3    | Irland      | Daire Lynch Philip Doyle          | 6:13,24    | Halbfinale A/B |
| 2    | 1    | Spanien     | Aleix García Rodrigo Conde        | 6:16,17    | Halbfinale A/B |
| 3    | 2    | Frankreich  | Hugo Boucheron Matthieu Androdias | 6:18,69    | Halbfinale A/B |
| 4    | 4    | Deutschland | Jonas Gelsen Marc Weber           | 6:25,15    | Hoffnungslauf  |

## Hoffnungslauf
Sonntag, 28. Juli 2024
| Rang | Bahn | Nation      | Athleten                        | Zeit (min) | Qualifikation  |
| ---- | ---- | ----------- | ------------------------------- | ---------- | -------------- |
| 1    | 3    | Serbien     | Martin Mačković Nikolaj Pimenov | 6:31,54    | Halbfinale A/B |
| 2    | 4    | Deutschland | Jonas Gelsen Marc Weber         | 6:34,59    | Halbfinale A/B |
| 3    | 1    | China       | Liu Zhiyu Adilijiang Sulitan    | 6:39,06    | Halbfinale A/B |
| 4    | 2    | Italien     | Nicolò Carucci Matteo Sartori   | 6:43,83    | –              |

## Halbfinale
Dienstag, 30. Juli 2024

### Halbfinale A/B 1
| Rang | Bahn | Nation      | Athleten                        | Zeit (min) | Qualifikation |
| ---- | ---- | ----------- | ------------------------------- | ---------- | ------------- |
| 1    | 4    | Niederlande | Melvin Twellaar Stef Broenink   | 6:13,60    | A-Finale      |
| 2    | 5    | Spanien     | Aleix García Rodrigo Conde      | 6:14,91    | A-Finale      |
| 3    | 3    | Rumänien    | Andrei Cornea Marian Enache     | 6:15,73    | A-Finale      |
| 4    | 6    | Serbien     | Martin Mačković Nikolaj Pimenov | 6:17,35    | B-Finale      |
| 5    | 1    | China       | Liu Zhiyu Sulitan Adilijiang    | 6:38,82    | B-Finale      |
| 6    | 2    | Kroatien    | Patrik Lončarić Anton Lončarić  | 6:49,51    | B-Finale      |

### Halbfinale A/B 2
| Rang | Bahn | Nation             | Athleten                          | Zeit (min) | Qualifikation |
| ---- | ---- | ------------------ | --------------------------------- | ---------- | ------------- |
| 1    | 4    | Irland             | Daire Lynch Philip Doyle          | 6:13,14    | A-Finale      |
| 2    | 2    | Vereinigte Staaten | Sorin Koszyk Ben Davison          | 6:14,19    | A-Finale      |
| 3    | 3    | Neuseeland         | Robbie Manson Jordan Parry        | 6:14,30    | A-Finale      |
| 4    | 1    | Deutschland        | Jonas Gelsen Marc Weber           | 6:17,69    | B-Finale      |
| 5    | 6    | Frankreich         | Hugo Boucheron Matthieu Androdias | 6:19,35    | B-Finale      |
| 6    | 5    | Norwegen           | Martin Helseth Kjetil Borch       | 6:20,27    | B-Finale      |

## Finale

### A-Finale
Donnerstag, 1. August 2024

Anmerkung: zur Ermittlung der Plätze 1 bis 6
| Rang | Bahn | Nation             | Athleten                      | Zeit (min) |
| ---- | ---- | ------------------ | ----------------------------- | ---------- |
| 1    | 1    | Rumänien           | Andrei Cornea Marian Enache   | 6:12,58    |
| 2    | 4    | Niederlande        | Melvin Twellaar Stef Broenink | 6:13,92    |
| 3    | 3    | Irland             | Daire Lynch Philip Doyle      | 6:15,17    |
| 4    | 5    | Vereinigte Staaten | Sorin Koszyk Ben Davison      | 6:17,02    |
| 5    | 2    | Spanien            | Aleix García Rodrigo Conde    | 6:20,59    |
| 6    | 6    | Neuseeland         | Robbie Manson Jordan Parry    | 6:21,44    |

### B-Finale
Donnerstag, 1. August 2024

Anmerkung: zur Ermittlung der Plätze 7 bis 12
| Rang | Bahn | Nation      | Athleten                          | Zeit (min) |
| ---- | ---- | ----------- | --------------------------------- | ---------- |
| 7    | 4    | Serbien     | Martin Mačković Nikolaj Pimenov   | 6:13,85    |
| 8    | 5    | Frankreich  | Hugo Boucheron Matthieu Androdias | 6:15,28    |
| 9    | 3    | Deutschland | Jonas Gelsen Marc Weber           | 6:17,07    |
| 10   | 6    | Norwegen    | Martin Helseth Kjetil Borch       | 6:17,51    |
| 11   | 2    | China       | Liu Zhiyu Sulitan Adilijiang      | 6:21,98    |
| 12   | 1    | Kroatien    | Patrik Lončarić Anton Lončarić    | 6:26,04    |

### Weiteres Klassement ohne Finals
| Rang | Nation  | Athleten                      | Zeit (min) |
| ---- | ------- | ----------------------------- | ---------- |
| 13   | Italien | Nicolò Carucci Matteo Sartori | –          |